# Ragnhild Rosenius
Ragnhild Elisabet Rosenius, född 14 februari 1932 i Risinge församling, Östergötlands län, är en svensk arkitekt. Hon ingick 1957 äktenskap med stadsingenjör Olof Rosenius.
Rosenius, som är dotter till häradsdomare David Olsson och Greta Nilsson, avlade studentexamen i Lund 1953 och utexaminerades från Kungliga Tekniska högskolan 1958. Hon blev arkitekt på länsarkitektkontoret i Visby 1957, i Visby stads byggnadsnämnd 1959, på länsarkitektkontoret i Karlstad 1962, i Mariestad 1964 och var biträdande länsarkitekt i Östersund från 1965.